# 一ノ瀬優希
一ノ瀬 優希（いちのせ ゆうき、1988年10月5日 - ）は、日本の女子プロゴルファー。熊本県熊本市出身。所属先はミロク情報サービス。

## 来歴
中学生のときより、ティーチングプロの父・喜一郎からゴルフの手ほどきを受ける。ジュニア、アマチュア時代から好成績を残し、熊本県立御船高等学校卒業後の2007年7月にプロテスト一発合格、翌月プロ登録した。
2008年のツアー年間獲得賞金ランキングで49位になり、フル参戦初年度からシード権を獲得した。以後、3年連続賞金シード獲得。2011年に一度賞金シードを失うが、2012年から4年連続で賞金シード獲得。
2013年3月24日、Tポイントレディスゴルフトーナメント（鹿児島高牧CC）でツアー初優勝。2014年にも2勝を挙げる。
2016年、ミーティング委員長として、また熊本地震のチャリティー等で奮闘するが、賞金ランキングは53位でシード権を失う。2017年も苦戦が続いたが、2018年は賞金ランキング48位で3年ぶりにシードに返り咲いた。
2019年9月に男子プロの谷口拓也と結婚、同年11月18日、「選手としての活動に一区切りつけたい」として、同シーズン限りでツアープロを引退する意向を表明した。2020年に女児、2024年に男児を出産し、産休明けの2025年より下部ツアーを中心に競技に本格復帰した。